# Chiloscyllium indicum
La pintarroja colilarga esbelta (Chiloscyllium indicum) es una especie de elasmobranquio orectolobiforme de la familia Hemiscylliidae.